# D-beat
D-beat designa um(a) batida/ritmo rápido(a) na bateria, especialmente em bandas de hardcore punk, em todas as suas variantes.
O nome deriva da banda britância Discharge, como o nome que definiu esse estilo. Em todo o mundo o D-beat é cultuado até hoje. Dizem alguns que o nome D-beat vem das bandas de hardcore que começavam com D para homenagear o Discharge como: Disfear, Disclose, Desche-Charge, Disarm, Dischaos e etc, inclusive seguiam a arte conceitual até nas capas dos álbuns, com fotos em preto e branco.
Exemplo de D-beat:
```
H:|x-x-x-x-x-x-x-x-:||
S:|--o---o---o---o-:||
K:|o--o-o--o--o-o--:||
   1 & 2 & 3 & 4 &:
```